# Ursus maritimus tyrannus
Ursus maritimus tyrannus a fost o subspecie de urs polar cu dimensiuni foarte mari, descendentă din populația arctică de urs brun. În latină numele său înseamnă ursul marin tiran. Având o masă corporală de aproximativ 1.200 kg, era mai mare decât orice specie de urs contemporană și a fost una dintre cele mai mari specii de mamifere terestre care au existat vreodată. Specia a fost menționată prima dată de Björn Kurtén, care a clasificat-o ca o subspecie a ursului polar. Resturile fosile au fost găsite în Anglia.

## Evoluție și clasificare
Ursus maritimus tyrannus a fost prima populație de urs polar și a evoluat în perioada Pleistocenului mijlociu. Deși cea mai veche fosilă a fost datată la 70.000 de ani, se crede că specia a evoluat între 100.000 și 250.000 de ani în urmă dintr-o populație de urs brun, cel mai probabil izolată de glaciațiune. Se crede că populația s-a micșorat rapid în efective într-o populație mult mai mică, selecția favorizând pe cei care erau mai bine adaptați la condițiile de mediu schimbate. În timp, din cauza selecției, populația existentă a evoluat în caracteristicile primilor urși polari.
Inițial urșii bruni din acest izolat aveau caracteristici identice cu cele ale altor populații de urșii bruni existente în acea perioadă. Deoarece fiecare generație de pui aveau schimbări semnificative în culoarea și grosimea blănii, anumiți indivizi aveau o rată mai mare de supraviețuire cu fiecare generație. În timp au avut loc modificări ale craniului și chiar ale dentiției, ducând la evoluția relativ rapidă a U. m. tyrannus.

## Comportament și dietă
Dieta și comportamentul de vânătoare a U. m. tyrannus sunt practic necunoscute, deși asemănările morfologice cu ursul brun sugerează faptul că dieta și comportamentul de vânătoare erau mai apropiate de cele ale ursului brun decât de cele ale ursului polar. Dezvoltarea dentiției urșilor polari contemporani a avut loc cu 10.000 de ani în urmă pe măsură ce dieta lor devenea tot mai specializată și carnivoră; este posibil ca acest proces să fi început la U. m. tyrannus. În perioada Pleistocenului cea mai mare parte a Europei, inclusiv Anglia, era acoperită cu calote glaciare iar erbivorele mari, cum ar fi mamutul erau abundente. Răspândirea acestor specii ce puteau constitui o pradă și lipsa de vegetalelor din mediu ar fi forțat U. m. tyrannus să adopte o dietă tot mai carnivoră. Similitudinile anatomice cu urșii bruni și polari contemporani precum și deosebirile față de alte specii de urs cum ar fi Arctodus simus (Ursul cu față scurtă) ar fi făcut animalul mult mai potrivit pentru doborârea prăzilor de dimensiuni mari, folosindu-se de labele anterioare masive pentru a doborî prada. S-a observat că urșii polari contemporani sunt capabili să doboare prăzi mult mai mari decât ei, cum ar fi morsele.

## Descoperirea
U. m. tyrannus este cunoscut dintr-o singură ulnă descoperită în pietrișul fluviului Tamisa în zona podului Kew Bridge⁠(en)[traduceți] în Londra.